# Axis (hueso)
El hueso axis (llamado así por la palabra latina axis que significa eje)  es la segunda vértebra cervical (C2).
El axis se encuentra debajo del atlas y encima de la vértebra cervical C3, con los que se articula. Las vértebras cervicales son las menos gruesas y las de mayor movilidad. La primera cervical, el atlas, es una vértebra incompleta, y la segunda, el axis, permiten la rotación lateral del cuello. 
El cuerpo del axis presenta la apófisis odontoides (que reemplaza al cuerpo del atlas) y la función principal del ligamento transverso es evitar que la apófisis odontoides lesione la médula espinal en caso de colisión.

## Estructura
Presenta enfrente una media cresta longitudinal que separa dos depresiones laterales para la unión de los músculos del músculo largo de la cabeza. Su superficie interior es cóncava antes del lado posterior y convexa de lado a lado. En su superficie anterior es ovalada o casi circular para articularse con el arco anterior del atlas.

## Variación
Los deportes de contacto están contraindicados para las personas con una variaciones anómalas en el axis, ya que cualquier impacto violento puede resultar en una lesión catastrófica. Esto se debe a que una apófisis odontoides malformada puede conducir a la inestabilidad entre el atlas y el axis (las vértebras cervicales C1 y C2).